# Турсунбеков, Чыныбай Акунович
Чыныбай Акунович Турсунбеков (15 октября 1960, Джан-Булак — 6 июля 2020, Бишкек, Кыргызстан) — киргизский политический деятель, Торага Жогорку Кенеша КР, депутат Жогорку Кенеша V и VI созывов, лидер фракции Социал-демократической партии Кыргызстана (2011—2016); кандидат филологических наук, журналист, поэт.

## Биография
Чыныбай Акунович Турсунбеков родился в с. Джан-Булак (Нарынской области, Киргизской ССР) в многодетной семье — был шестым из десяти детей.

### Образование
- В 1983 году Ч.Турсунбеков с отличием окончил филологический факультет Кыргызского государственного университета.
- С 1985 по 1988 год — учёба в аспирантуре Академии наук Кыргызской Республики.
- В 1988 году защитил кандидатскую диссертацию и получил звание кандидата филологических наук. Тема диссертации Ч.Турсунбекова: «Взаимоотношения города и деревни в киргизской советской прозе 1960-70-х гг. Проблема героя и конфликта»: (10.01.02) Кирг.гос.ун-т им. 50-летия СССР. Фрунзе, 1988 (автореферат диссертации, хранение: 9 89-1/3239-7; хранение: 9 89-1/3240-0 Российской государственной библиотеки).
- В 2004 году с отличием окончил Дипломатическую академию МИД Кыргызской Республики.

Владел кыргызским, русским и турецким языками.

### Трудовая и творческая деятельность
- С 1983 по 1985 год — старший редактор редакции политической литературы издательства «Кыргызстан».
- В 1985 году вышел первый поэтический сборник «Журоктогу жанырык».
- В 1989 году Ч.Турсунбеков стал лауреатом XIV Всемирного фестиваля молодых поэтов в Пицунде.
- В 1989—1992 годы — старший преподаватель, заместитель декана факультета кыргызской филологии и журналистики КГНУ.
- В 1993—1994 годы — представитель Министерства образования Кыргызской Республики в Турции.
- В 1994 году занялся частным предпринимательством.
- С 1995 по 1997 год — специалист по Кыргызстану в ТИКА при Министерстве иностранных дел Турции, директор филиала «Манас дастаны» при Госкомитете «Манас-1000», внештатный корреспондент Радио «Азаттык» (Кыргызской службы Радио Свободная Европа/Радио Свобода) по Турции[2].
- С 1997 по 2010 год — генеральный директор ЗАО «Акун»; генеральный директор ОАО «Бишкекский мелькомбинат»; председатель Совета директоров АО «Кереге»; президент Союза предпринимателей Кыргызстана; сопредседатель кыргызско-турецкого делового совета ДЕИК.
- Член Союза писателей СССР и Союза журналистов СССР, академик Академии Чынгыза Айтматова, автор нескольких поэтических сборников («Журөктөгу жанырык» (1985 г.), «Шаарда жоголгон сөз» (1994 г.), «Жалын Тоо» (2014)[3]. Создатель и переводчик иллюстрированного, вышедшего на трех языках альбома по эпосу «Манас». Работал в составе Комиссии по созданию «Грамматического словаря тюркских языков». Перевел на кыргызский язык роман турецкого писателя Нихаль Атсыза «Смерть серых волков», двухтомник «Литература тюркского мира»[4].

### Чыныбай Турсунбеков иСоциал-демократическая партия Кыргызстана
- В октябре 2010 года по списку Социал-демократической партии Кыргызстана избран депутатом Жогорку Кенеша Кыргызской Республики V созыва. Член Комитета Жогорку Кенеша по правам человека, конституционному законодательству и государственному устройству. Член Комитета по Регламенту Жогорку Кенеша и депутатской этике.
- В качестве депутата Жогорку Кенеша Ч. Турсунбеков стал инициатором законопроекта Кыргызской Республики «О государственном языке Кыргызской Республики».

### Награды
- Медаль «Данк». Награждён за особые заслуги в развитии экономики Кыргызстана Указом Президента Кыргызской Республики (2003 г.).
- Почётная грамота Кыргызской Республики (2000 г.).
- «Лучший бизнесмен года» (1999 г.)[5].
- Медаль «МПА СНГ. 25 лет» (27 марта 2017 года, Межпарламентская ассамблея СНГ) — за заслуги в деле развития и укрепления парламентаризма, за вклад в развитие и совершенствование правовых основ функционирования Содружества Независимых Государств, укрепление международных связей и межпарламентского сотрудничества[6].

### Дополнительная информация
- Кандидат филологических наук
- Лауреат XIV Всемирного фестиваля молодых поэтов в Пицунде (1989 г.).
- Член союза писателей СССР и Союза журналистов СССР
- Академик Академии Чынгыза Айтматова
- Автор трех поэтических сборников «Жүрөктөгү жаңырык» (1985 г.), «Шаарда жоголгон сөз» (1991 г.), «Жалын тоо» (2014 г.);
- Создатель и переводчик иллюстрированного, вышедшего на трех языках альбома по эпосу «Манас».
- Перевел на кыргызский язык роман турецкого писателя Нихата Атсыза «Смерть серого волка», двухтомник «Литература тюркского мира».
- Автор литературоведческих и критических статей, изданных в разных периодических изданиях.
- Из племени Монолдор, подразделение Бөгөнөк.

## Личная жизнь и смерть
Был женат. Отец троих детей.
Чыныбай Турсунбеков умер 6 июля 2020 года в реанимации от двусторонней пневмонии. Турсунбеков болел пневмонией и уже несколько дней находился на аппарате ИВЛ. Похоронен на Ала-Арчинском кладбище.